# Kadoka
Kadoka é uma cidade localizada no estado norte-americano de Dacota do Sul, no Condado de Jackson.

## Demografia
Segundo o censo norte-americano de 2000, a sua população era de 706 habitantes.
Em 2006, foi estimada uma população de 677, um decréscimo de 29 (-4.1%).

## Geografia
De acordo com o United States Census Bureau tem uma área de
6,0 km², dos quais 6,0 km² cobertos por terra e 0,0 km² cobertos por água. Kadoka localiza-se a aproximadamente 752 m acima do nível do mar.

## Localidades na vizinhança
O diagrama seguinte representa as localidades num raio de 36 km ao redor de Kadoka.